# Uwe Tellkamp
Uwe Tellkamp (* 28. října 1968, Drážďany) je německý lékař a spisovatel. Roku 2008 se stal laureátem Německé knižní ceny za román Der Turm, jehož děj se odehrává v období NDR.

## Biografie
Je synem německého lékaře, internisty, má také bratra. Za socialismu musel za svoji údajnou „diverzní činnost“, spočívající jak v četbě Hesseho díla o Hugo Ballovi, básní Charlese Bukowského a Wolfa Biermanna, tak i v odmítnutí vykonání vojenské poslušnosti při drážďanské demonstraci roku 1989, do vězení. Po pádu Železné opony studoval medicínu v Drážďanech, Lipsku a New Yorku. Od roku 2004, tj. od udělení ceny Ingeborg Bachmannové za povídku Der Schlaf in den Uhren, pracuje již jen jako spisovatel na volné noze.

### Próza
- Die Schwebebahn: Dresdner Erkundungen. 1. vyd. Berlín: Insel Verlag, 2010, 2012. 167 S.
- Die Uhr. 1. vyd. Eckernförde: Edition Eichthal, 2010. 61 S.

- Der Hecht, die Träume und das Portugiesische Café.[7] 2. vyd. Lipsko: Faber & Faber Verlag, 2009. 164 S. (román)

- Reise zur blauen Stadt. 1. vyd. Frankfurt nad Mohanem: Insel Verlag, 2009. 120 S.
- Der Turm: Geschichte aus einem versunkenen Land. Roman. Frankfurt nad Mohanem: Suhrkamp Verlag, 2008. 976 S.

- Der Eisvogel: Roman.[8][9] 1. vyd. Rowohlt Berlin Verlag, 2005. 320 S.
- Der Schlaf in den Uhren (Romanauszug, 23–36 S.) In: Radisch, Iris (vyd.): Die Besten 2004. Klagenfurter Texte. Mnichov: Piper Taschenbuch Verlag, 2004. 272 S.

### Poesie
- Die Sandwirtschaft: Leipziger Poetikvorlesungen. Suhrkamp Verlag, 2009. 168 S.